# Carlo Cabigiosu
Carlo Cabigiosu (Brunico, 22 giugno 1939) è un ex militare italiano, generale dell'Esercito.
Laureato in scienze strategiche all'Università di Torino, collabora con lo stesso ateneo e con la Scuola di Applicazione dell'Esercito, è editorialista del quotidiano "Il Messaggero" di Roma ed è Senior Mentor per l'Allied Command Transformation della NATO.

## Carriera
Ammesso nel 1959 al XVI Corso dell'Accademia Militare di Modena, il 1º settembre 1961 vi è nominato ufficiale ed assegnato agli Alpini; nel 1964 torna alla natia Brunico, assegnato al 6º Reggimento, in seno alla "Tridentina". In questo diviene guida alpina militare e vince con la sua pattuglia due medaglie d'oro nei Campionati sciistici delle truppe alpine. Ritorna nel 1970 all'Accademia.
Dal 1972 frequenta a Civitavecchia la Scuola di Guerra ed a Roma l'Istituto Stati Maggiori Interforze. Nel 1976 partecipa con la "Julia" alle operazioni di soccorso della popolazione friulana colpita dal terremoto. Nel 1978 frequenta nel Regno Unito lo Staff College di Camberley; rientra a Roma nel 1979 e viene assegnato allo Stato Maggiore dell'Esercito come ufficiale addetto all'Ufficio Regolamenti.
Dal 1981 al 1983 è a Pinerolo, a comandare il Battaglione Alpini "Susa", con il quale partecipa ad esercitazioni in Danimarca, Norvegia, Turchia e Germania. Dal 1983 al 1985 è di nuovo allo Stato Maggiore dell'Esercito, poi comanda il distretto militare di Roma, ente in cui si operava la sperimentazione dell'informatizzazione nell'Esercito. Nel 1986 rientra ancora allo SME. Nel 1987 è addetto militare all'ambasciata italiana a Bonn, con accrediti anche per Paesi Bassi e Danimarca. Rimpatriato, comanda la Brigata alpina "Taurinense", poco dopo inviata in Calabria per supporto ad attività di polizia nel contrasto al crimine organizzato. Successivamente parte con alcuni reparti per il Nord dell'Iraq ove, in soccorso alla popolazione curda, si sviluppa la "Operazione Provide Confort".
Dal 1991 è a Roma, ancora una volta allo SME, e poco dopo è assegnato al Gabinetto del Ministro della Difesa. Nel 1993 è vicecomandante della regione militare Nord-Ovest; come tale, nel 1994 partecipa agli interventi di soccorso a seguito dell'alluvione in Piemonte e Lombardia. Dal 1995 al 1997 è nuovamente in Germania, come Vice Comandante del Corpo d'Armata di Reazione Rapida della NATO; come tale partecipa all'Operazione Joint Endeavour in Bosnia ed Erzegovina, dalla sede di Sarajevo. Promosso generale di corpo d'armata il 26 marzo 1998, comanda la regione militare Sud con sede a Napoli ed il 1º novembre 1999 è nominato Capo di Stato Maggiore del Comando Regionale delle Forze Terrestri Alleate del Sud Europa primo Generale italiano ad assumere tale carica, da sempre ricoperta da Generali dell'Esercito americano.
Primo ufficiale italiano ad assumere il comando di una forza militare internazionale, dal 16 ottobre 2000 al 6 aprile 2001 comanda per conto della NATO la Kosovo Force. Al suo rientro in Italia è nominato Comandante del Comando Operativo di vertice Interforze e coordinatore delle missioni militari italiane all'estero (oltre 10.000 uomini) e delle missioni a partecipazione italiana. Nel giugno del 2002, in occasione del vertice NATO-Russia di Pratica di Mare, comanda le forze militari impiegate per la sicurezza del vertice medesimo.
Terminato il servizio attivo, rappresenta l'Italia al Senior Official Group (SOG) della NATO, per la revisione della struttura di Comando Operativa dell'Alleanza. Dal giugno 2003 al febbraio 2004 è consigliere militare della Missione Italiana in Iraq.